# Вайнбела
Вайнбела (нім. Weinböhla) — громада у Німеччині, у землі Саксонія. Підпорядковується земельної дирекції Дрезден. Входить до складу району Мейсен. 
Площа — 19,01 км2. Населення становить 10 367 ос. (станом на 31 грудня 2020).
Офіційний код — 14 2 80 440. 

## Галерея

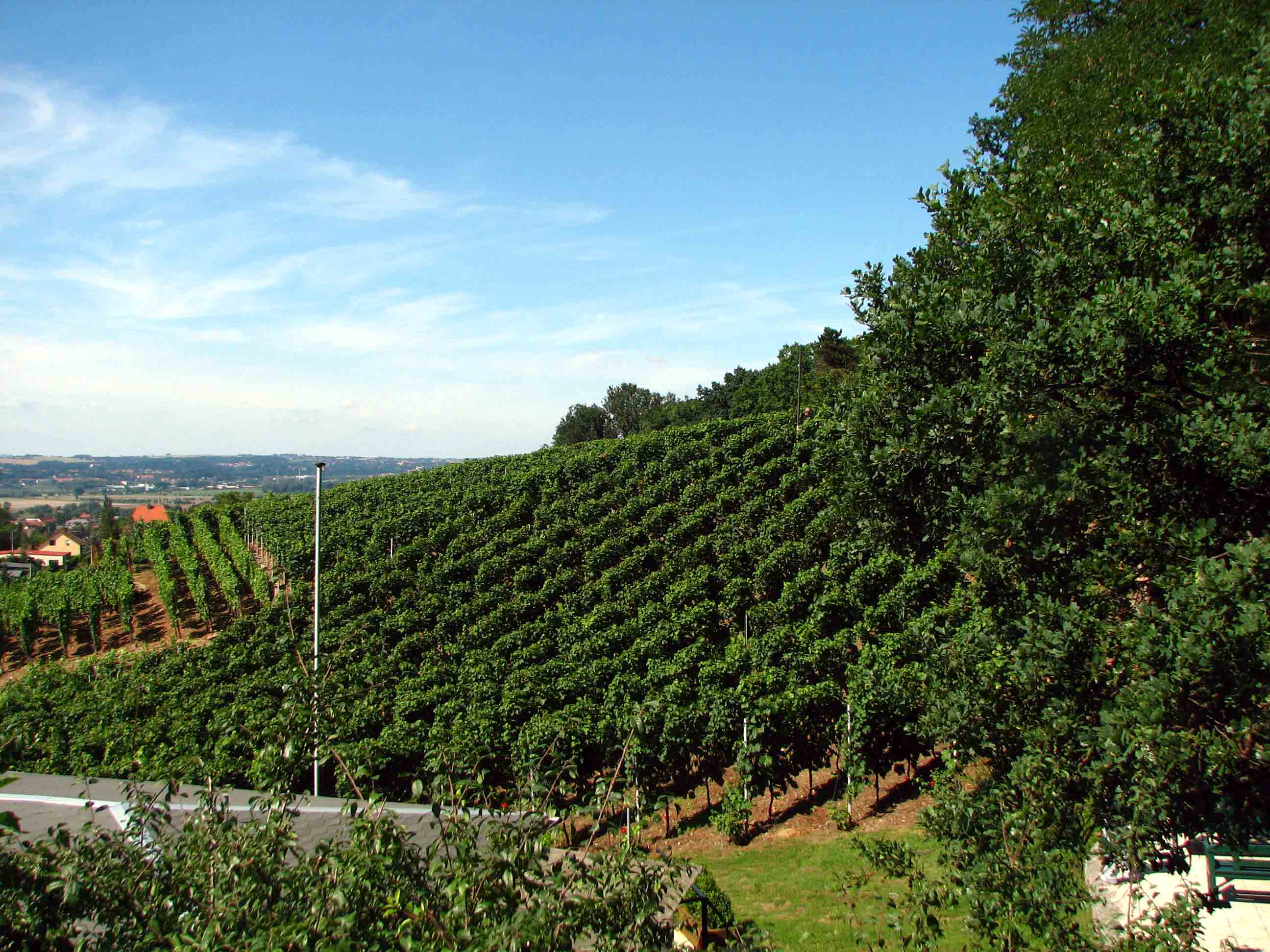
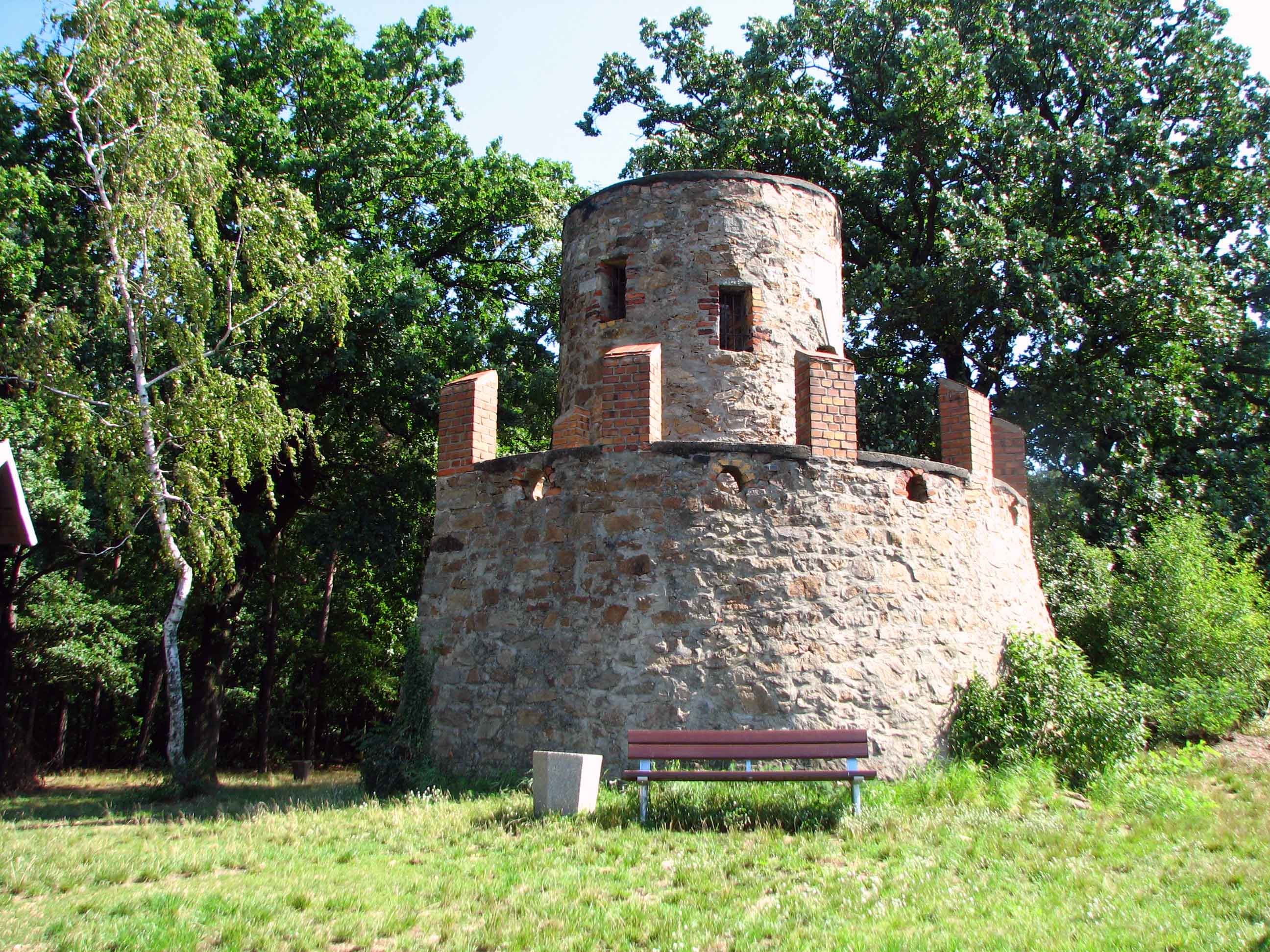
links
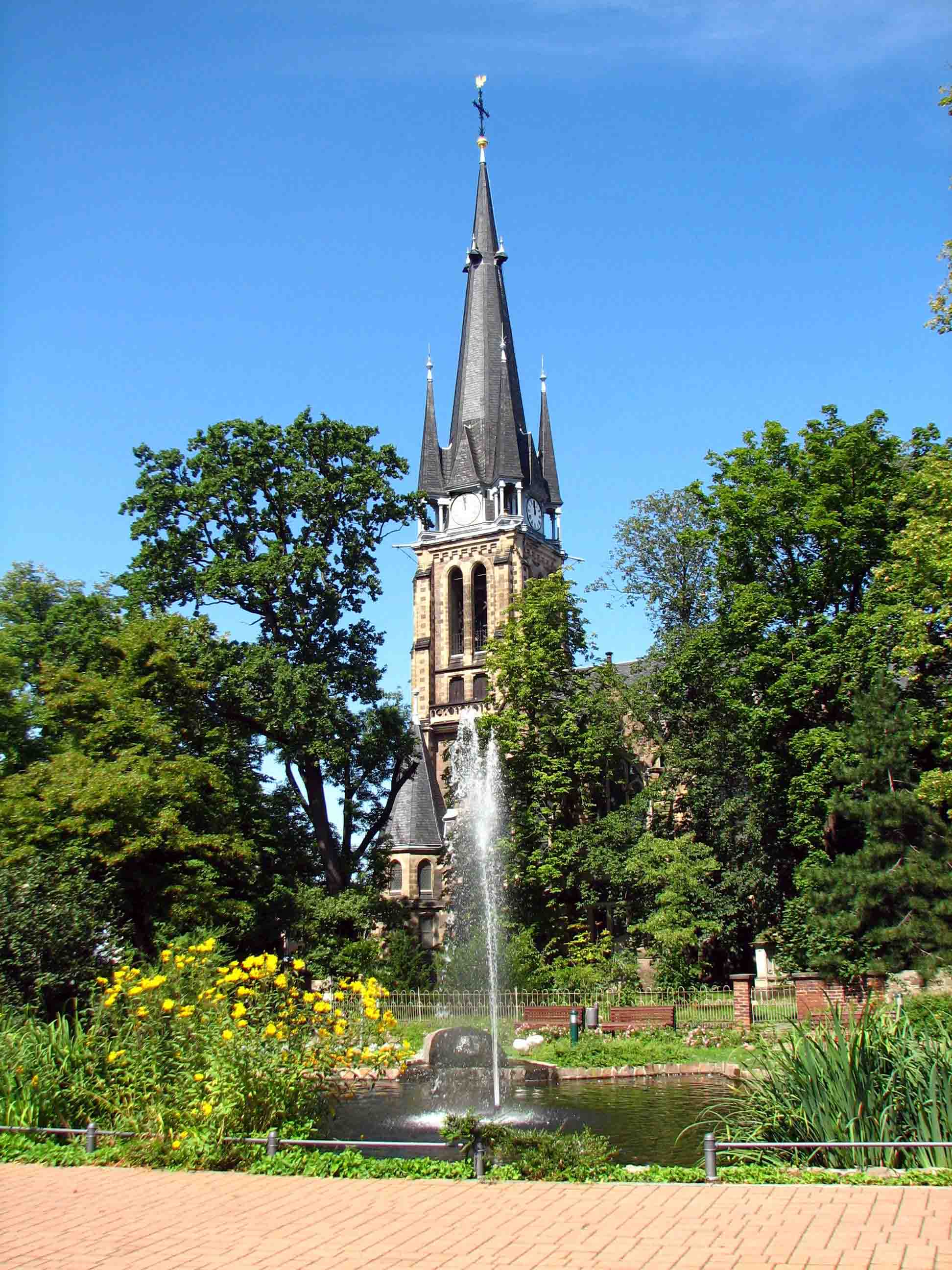
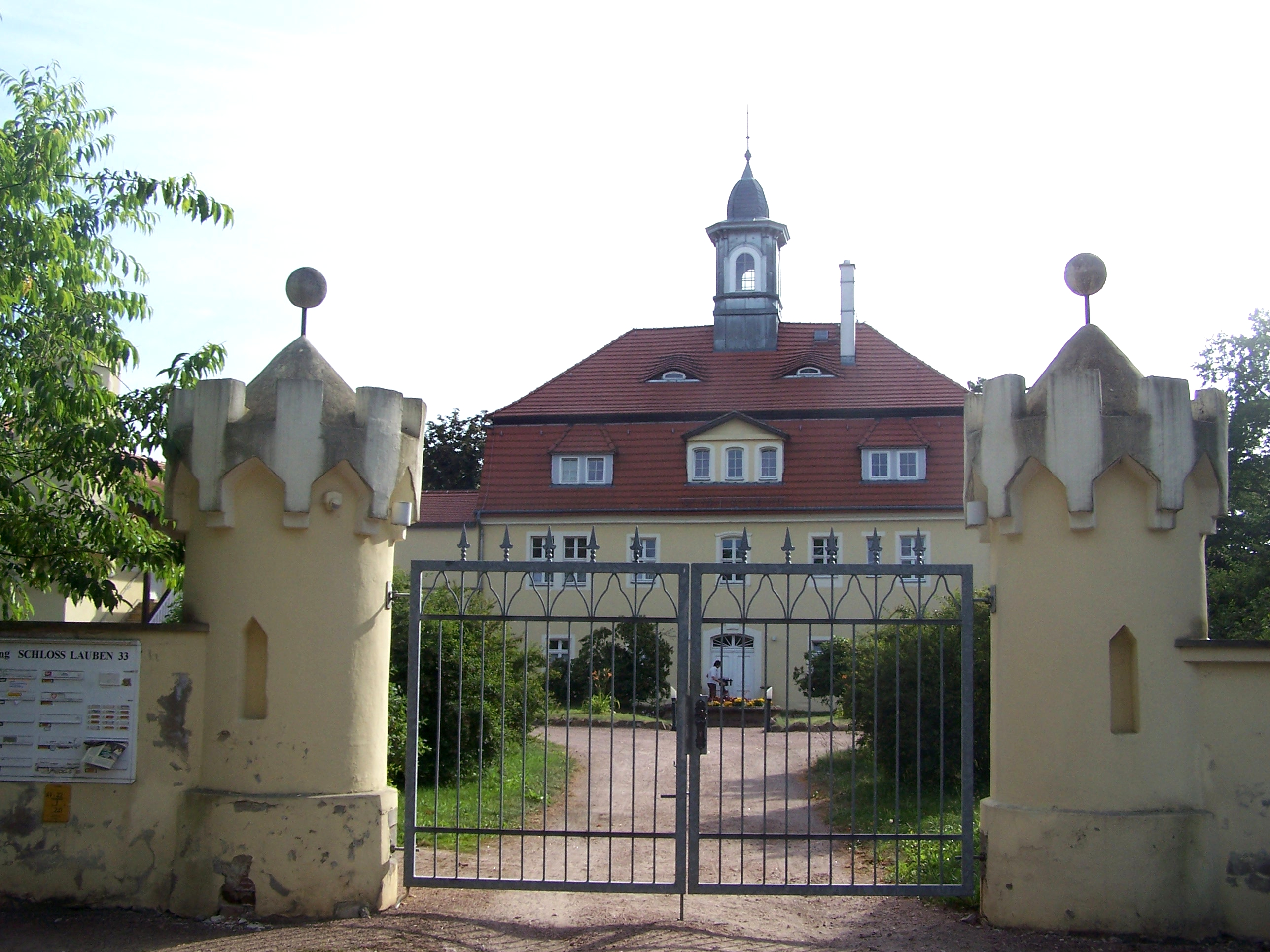
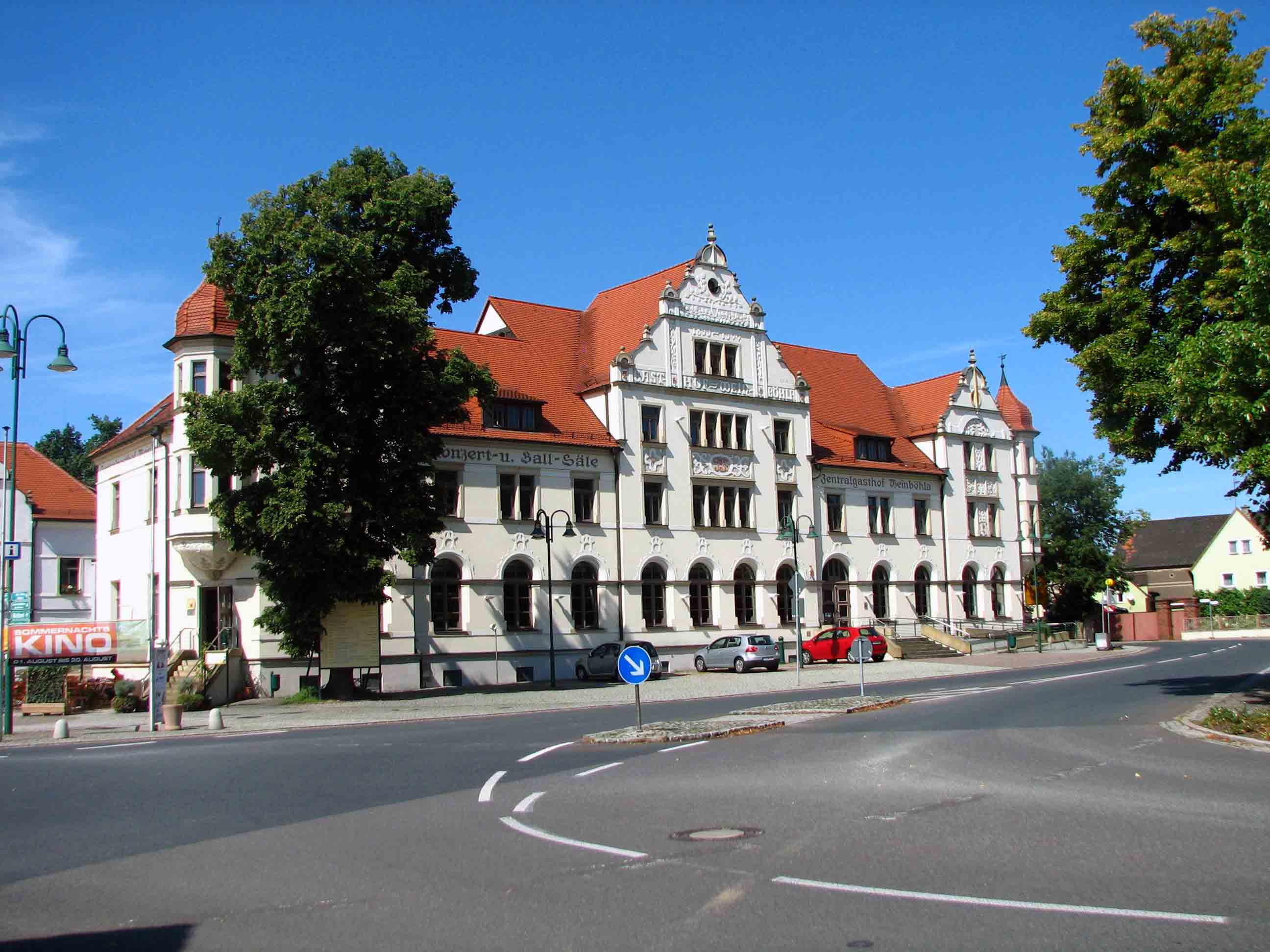
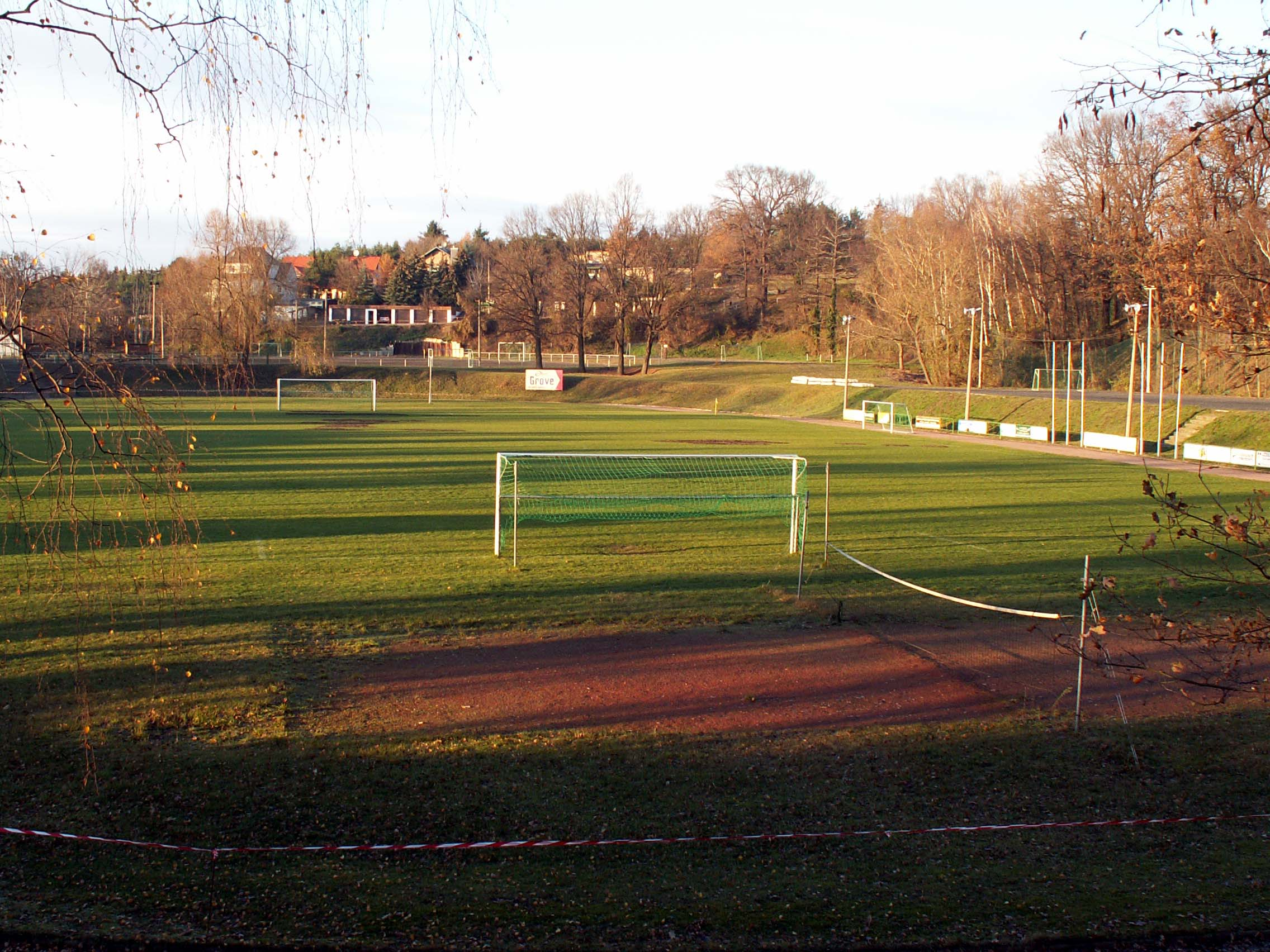